# أسد أشرف
أسد أشرف (بالإنجليزية: Asad Ashraf)‏ (21 يونيو 1963 في لاهور - ) سياسي من باكستان. ينتمي إلى الرابطة الإسلامية الباكستانية. تولى منصب عضو مجلس الشيوخ الباكستاني (منذ 12 مارس 2015).